# デイディ・ライランズ
ジョージ・ハンフリー・ウォルファースタン・ライランズ (George Humphrey Wolferstan Rylands, CH CBE, 1902年10月23日 － 1999年1月16日) は、デイディ・ライランズ として知られる、イギリスの文学者、演出家である。 
ライランズはイングランド南西部のグロスタシャー州トッキントンのダウンハウスで、土地代理人のトーマス・カークランド・ライランズとベルサ・ニスベット・ウォルファースタン (旧姓トーマス) の間に生まれた。彼の祖父は自由党政治家のピーター・ライランズだった。イートン・カレッジとケンブリッジ大学キングス・カレッジで学んだ後、彼は1927年から没するまでキングスのフェローだった。ケンブリッジでは、同じくキングスのフェローだった経済学者ジョン・メイナード・ケインズの友人となった。同じくケンブリッジで写真家セシル・ビートンとも友人になった。1930年から1931年までキングス・カレッジに留学していた吉田健一は、師事していたディキンソンの研究室にライランズがよく来ていたことを記している。
シェイクスピアを研究するだけでなく、彼は演劇にも積極的に関わっていた。ケンブリッジ大学演劇クラブであるマーロー協会の上演を数多く演出し出演するとともに、1946年から1982年までケンブリッジ芸術劇場の理事長を務めた。
ライランズが1939年に出したシェイクスピア選集『人間の時代』は、俳優ジョン・ギールグッドの同名の一人芝居に基づいていた。ライランズはケンブリッジで大学演劇の演出を専門としていたが、1945年にはロンドンでギールグッドの商業演劇『モルフィ公爵夫人』と『ハムレット』の演出も手掛けた。
彼は1961年に大英帝国勲章 (CBE) を、1987年にコンパニオン・オブ・オナー勲章(CH) を受章した。